# World Series of Poker 2008

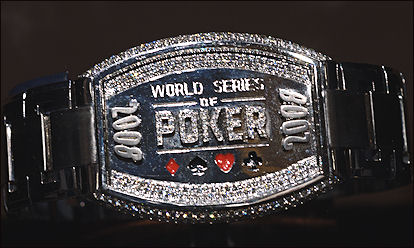
Il braccialetto di campione del Main Event 2008 vinto da Peter Eastgate.

Le World Series of Poker 2008 furono la trentanovesima edizione della manifestazione. Si tennero dal 29 maggio al 14 luglio presso il casinò Rio All Suite Hotel and Casino di  Las Vegas. Il tavolo finale fu disputato il 9 e 10 novembre.
Il vincitore del Main Event fu Peter Eastgate.

## Eventi preliminari
| Evento                                                             | Iscritti | Vincitore            | Premio     | Ultimo giocatore eliminato |
| ------------------------------------------------------------------ | -------- | -------------------- | ---------- | -------------------------- |
| $10.000 World Championship Pot Limit Hold'em                       | 352      | Nenad Medić          | $794.112   | Andy Bloch                 |
| $1.500 No Limit Hold'em                                            | 3.929    | Grant Hinkle         | $831.462   | James Akenhead             |
| $1.500 Pot Limit Hold'em                                           | 713      | David Singer         | $214.131   | Jacobo Fernandez           |
| $5.000 Mixed Hold'em (limit/no limit)                              | 332      | Erick Lindgren       | $374.505   | Justin Bonomo              |
| $1.000 No Limit Hold'em con rebuy                                  | 766      | Michael Banducci     | $636.736   | Jeff William               |
| $1.500 Omaha Hi-Low Split 8 or Better                              | 833      | Thang Luu            | $243.356   | Spencer Lawrence           |
| $2.000 No Limit Hold'em                                            | 1.592    | Matt Keikoan         | $550.601   | Shannon Shorr              |
| $10.000 World Championship Mixed Event                             | 192      | Anthony Rivera       | $483.688   | James Mackey               |
| $1.500 No Limit Hold'em Sixhanded                                  | 1.236    | Rep Porter           | $372.929   | Nathan Templeton           |
| $2.500 Omaha/Seven Card Stud Hi-Low 8 or Better                    | 388      | Freddy Rouhani       | $232.911   | Tom Chambers               |
| $5.000 No Limit Hold'em Shootout                                   | 360      | Phil Tom             | $477.990   | Greg Mueller               |
| $1.500 Limit Hold'em                                               | 880      | Jimmy Shultz         | $257.105   | Zac Fellows                |
| $2.500 No Limit Hold'em                                            | 1.397    | Duncan Bell          | $666.777   | Steve Merrifield           |
| $10.000 World Championship Seven Card Stud                         | 158      | Eric Brooks          | $415.856   | Fu Wong                    |
| $1.000 Ladies No Limit Hold'em World Championship                  | 1.190    | Svetlana Gromenkova  | $244.702   | Anh Le                     |
| $2.000 Omaha Hi-Low Split 8 or Better                              | 553      | Andrew Brown         | $226.483   | Ted Forrest                |
| $1.500 No Limit Hold'em Shootout                                   | 1.000    | Jason Young          | $335.565   | Mike Schwartz              |
| $5.000 No Limit 2-7 Draw Lowball con rebuy                         | 85       | Mike Matusow         | $537.862   | Jeff Lisandro              |
| $1.500 Pot Limit Omaha                                             | 759      | Vanessa Selbst       | $227.965   | Jamie Pickering            |
| $2.000 Limit Hold'em                                               | 480      | Daniel Negreanu      | $204.874   | Ugur Marangoz              |
| $5.000 No Limit Hold'em                                            | 731      | Scott Seiver         | $755.891   | Dave Seidman               |
| $3.000 H.O.R.S.E.                                                  | 414      | Jens Vortmann        | $298.253   | Doug Ganger                |
| $2.000 No Limit Hold'em                                            | 1.344    | Blair Hinkle         | $507.563   | Mark Brockington           |
| $2.500 Pot Limit Hold'em/Omaha                                     | 457      | Max Pescatori        | $246.471   | Kyle Kloeckner             |
| $10.000 World Championship Heads Up No Limit Hold'em               | 256      | Kenny Tran           | $539.056   | Alec Torelli               |
| $1.500 Razz                                                        | 453      | Barry Greenstein     | $157.619   | Chris Klodnicki            |
| $1.500 No Limit Hold'em                                            | 2.706    | Vitaly Lunkin        | $628.417   | Brett Kimes                |
| $5.000 Pot Limit Omaha con rebuy                                   | 152      | Phil Galfond         | $817.781   | Adam Hourani               |
| $3.000 No Limit Hold'em                                            | 716      | John Phan            | $434.789   | Johnny Neckar              |
| $10.000 World Championship Limit Hold'em                           | 218      | Rob Hollink          | $496.931   | Jerrod Ankenman            |
| $2.500 No Limit Hold'em Sixhanded                                  | 1.012    | Dario Minieri        | $528.418   | Seth Fischer               |
| $1.500 No Limit Hold'em                                            | 2.304    | Luis Velador         | $574.734   | Anthony Signore            |
| $5.000 World Championship Seven Card Stud Hi-Low Split 8 or Better | 261      | Sebastian Ruthenberg | $328.756   | Chris Ferguson             |
| $1.500 Pot Limit Omaha con rebuy                                   | 320      | Layne Flack          | $577.725   | Daniel Makowsky            |
| $1.500 Seven Card Stud                                             | 381      | Michael Rocco        | $135.753   | Al Barbieri                |
| $1.500 No Limit Hold'em                                            | 2.447    | Jesper Hougaard      | $610.304   | Cody Slaubaugh             |
| $10.000 World Championship Omaha Hi-Low Split 8 or Better          | 235      | David Benyamine      | $535.687   | Greg Jamison               |
| $2.000 Pot Limit Hold'em                                           | 605      | Davidi Kitai         | $244.583   | Chris Bell                 |
| $1.500 No Limit Hold'em                                            | 2.720    | David Woo            | $631.656   | Matt Wood                  |
| $2.500 2-7 Limit Triple Draw Lowball                               | 238      | John Phan            | $151.896   | Shun Uchida                |
| $1.500 Mixed Hold'em (limit/no limit)                              | 731      | Frank Gary           | $219.508   | Jonathan Tamayo            |
| $1.000 Seniors No Limit Hold'em World Championship                 | 2.218    | Dan Lacourse         | $368.832   | Dale Eberle                |
| $1.500 Pot Limit Omaha Hi-Low Split 8 or Better                    | 720      | Martin Klaser        | $216.249   | Casey Kastle               |
| $1.000 No Limit Hold'em con rebuy                                  | 879      | Max Greenwood        | $693.444   | Rene Mouritsen             |
| $50.000 World Championship H.O.R.S.E.                              | 148      | Scotty Nguyen        | $1.989.120 | Michael DeMichele          |
| $5.000 No Limit Hold'em Sixhanded                                  | 805      | Joe Commisso         | $911.855   | Richard Lyndaker           |
| $1.500 Seven Card Stud Hi-Low Split 8 or Better                    | 544      | Ryan Hughes          | $183.368   | Ron Long                   |
| $2.000 No Limit Hold'em                                            | 2.317    | Alexandre Gomes      | $770.540   | Marco Johnson              |
| $1.500 No Limit Hold'em                                            | 2.718    | J.C. Tran            | $631.178   | Rasmus Nielsen             |
| $10.000 World Championship Pot Limit Omaha                         | 381      | Marty Smyth          | $859.549   | Peter Jetten               |
| $1.500 H.O.R.S.E.                                                  | 803      | James Schaaf         | $256.412   | Tommy Hang                 |
| $1.500 No Limit Hold'em                                            | 2.693    | David Daneshgar      | $625.443   | Scott Sitron               |
| $1.500 Limit Hold'em Shootout                                      | 823      | Matt Graham          | $278.180   | Jean-Robert Bellande       |
| $500 Casino Employees No Limit Hold'em                             | 930      | Jonathan Kotula      | $87.929    | Kevin O'Harra              |

## Main Event
I partecipanti al Main Event furono 6.844. Ciascuno di essi pagò un buy-in di 10.000 dollari. Tuttavia alcuni partecipanti ebbero accesso al Main Event grazie alla vittoria in alcuni tornei on-line di qualificazione.
Il Main Event fu disputato suddividendo i giorni di gara. La prima fase andò dal 3 al 14 luglio; il tavolo finale venne invece disputato il 9 e 10 novembre. La suddivisione dei giorni di gioco fu la seguente:

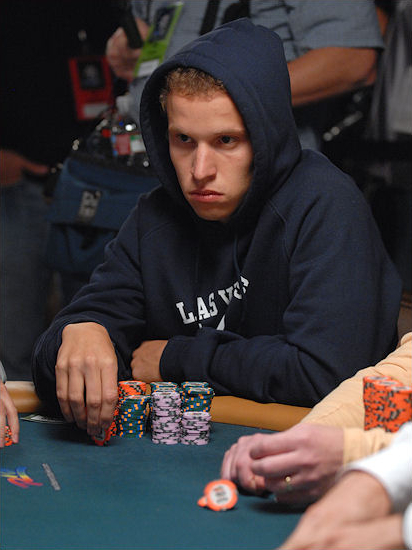
Peter Eastgate, vincitore del Main Event

| Giorno          | Data             |
| --------------- | ---------------- |
| 1A              | 3 luglio 2008    |
| 1B              | 4 luglio 2008    |
| 1C              | 5 luglio 2008    |
| 1D              | 6 luglio 2008    |
| 2A              | 8 luglio 2008    |
| 2B              | 9 luglio 2008    |
| 3               | 10 luglio 2008   |
| 4               | 11 luglio 2008   |
| 5               | 12 luglio 2008   |
| 6               | 13 luglio 2008   |
| 7               | 14 luglio 2008   |
| Tavolo finale   |                  |
| 9 novembre 2008 | 10 novembre 2008 |

### Tavolo finale
| Piazzamento | Nome             | Premio     |
| ----------- | ---------------- | ---------- |
| 1°          | Peter Eastgate   | $9.152.416 |
| 2°          | Ivan Demidov     | $5.809.595 |
| 3°          | Dennis Phillips  | $4.503.352 |
| 4°          | Ylon Schwartz    | $3.763.515 |
| 5°          | Scott Montgomery | $3.088.012 |
| 6°          | Darus Suharto    | $2.412.510 |
| 7°          | David Rheem      | $1.769.174 |
| 8°          | Kelly Kim        | $1.286.672 |
| 9°          | Craig Marquis    | $900.670   |